# Dixon Rentería
Dixon Rentería (San José del Guaviare, Colombia; 24 de septiembre de 1995) Juega de defensa y actualmente milita en el Club Atlético San Miguel de la Primera B Nacional del Futbol Profesional Argentino.

## Clubes
| Club                   | País      | Año           | PJ | Goles |
| ---------------------- | --------- | ------------- | -- | ----- |
| Tigres                 | Colombia  | 2015          | 30 | 6     |
| Llaneros               | Colombia  | 2016          | 22 | 4     |
| Unión Magdalena        | Colombia  | 2017 - 2019   | 76 | 6     |
| Independiente Santa Fe | Colombia  | 2019 - 2020   | 24 | 3     |
| Central Córdoba        | Argentina | 2021          | 1  | 0     |
| Atlético Huila         | Colombia  | 2021-2022     | 0  | 0     |
| San Miguel             | Argentina | 2022-presente | 14 | 1     |